# Space Coast

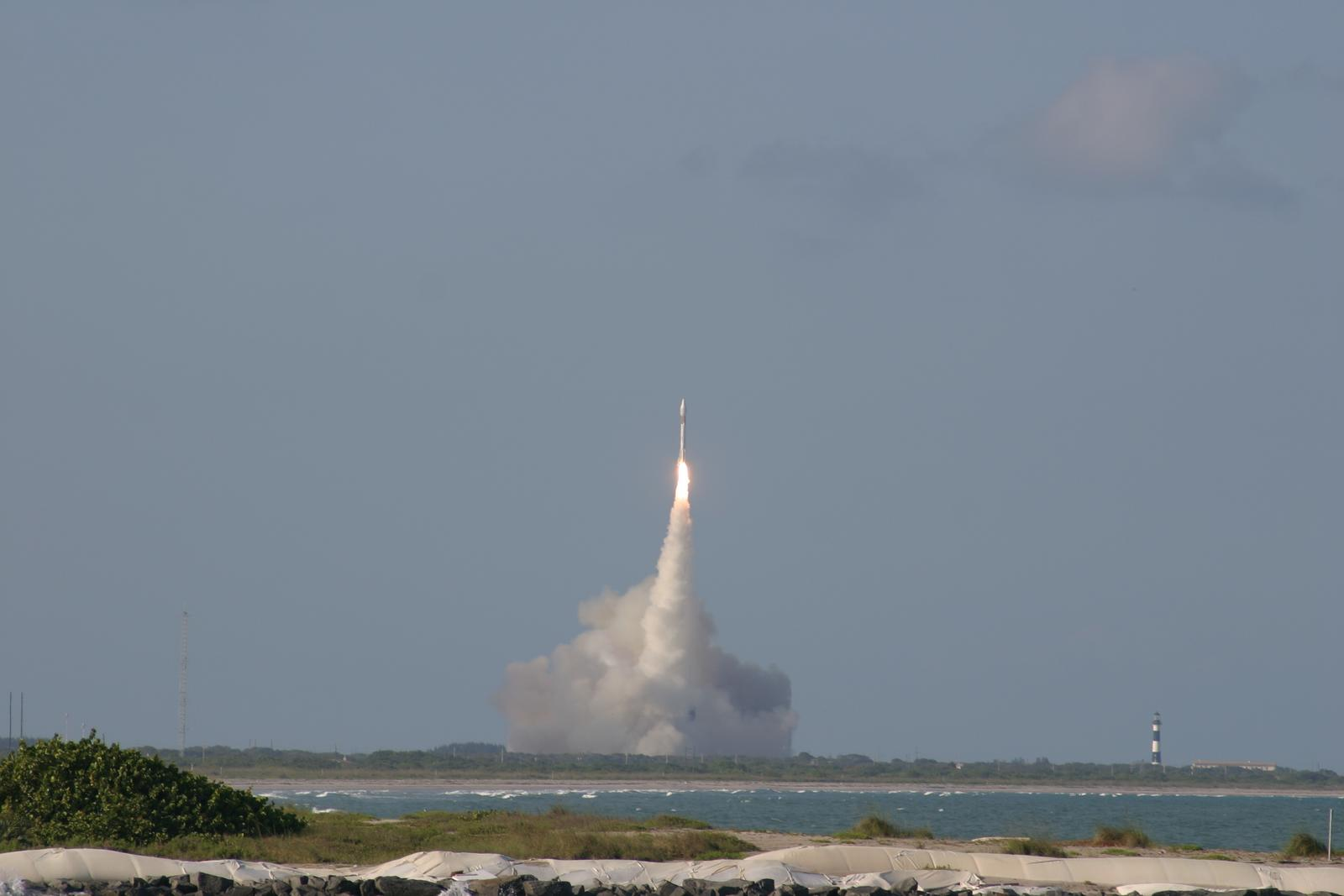
Lancement de la fusée Atlas de Cap Canaveral

La Space Coast, littéralement en français « Côte de l'Espace », est une région de Floride aux États-Unis. Elle s’étend autour du centre spatial Kennedy d'où sont lancées les missions spatiales américaines (fusées, navettes spatiales, satellites, etc.), et est connue pour ses nombreux lieux nommés en référence à la conquête de l’espace.
La plus grande partie de la région se situe dans le comté de Brevard. Elle est bordée au sud par la Treasure Coast, à l’ouest par la Central Florida, au nord par la Fun Coast et à l’est par l’océan Atlantique. Ses principales villes sont : Titusville, Cocoa, Cocoa Beach, Rockledge, Melbourne et Palm Bay.
Le préfixe téléphonique de la région est 321 depuis 1999. Il s’agit d’un clin d’œil par rapport aux trois dernières secondes du décompte opéré lors de chaque lancement de mission spatiale,. 